# Don't Cry Out Loud
"Don't Cry Out Loud" é uma canção escrita por Peter Allen e Carole Bayer Sager em 1976, e conhecida nas vozes de Melissa Manchester nos EUA e Elkie Brooks no Reino Unido.